# FourCC
Il FourCC (Four Character Code) è una sequenza di quattro byte (tipicamente ASCII) utilizzata per identificare in modo univoco il formato dei dati. Ha avuto origine dal sistema di metadati dell'OSType utilizzato nel sistema operativo Mac, ed è stato adottato per l'Amiga/Electronic Arts Interchange File Format e derivati. L'idea è stata successivamente riutilizzata per identificare i tipi di dati compressi in QuickTime e DirectShow.

## Uso comune
Uno degli usi più comuni del FourCC è nei file con estensione AVI, ha la funzione di indicare al lettore multimediale il codec utilizzato per la codifica e decodifica del segnale video.